# 이승규 (시인)
이승규는 대한민국의 작가이자 시인으로 2016년 『바보시인』으로 데뷔했다. 저서로는 바보시인, 다시, 시 쓰는 남자·시 읽는 여자, 홀가분 마음 세탁소, 작은 시선, #시의노래, 시도 등이 있다.